# Jill Hennessy
Jillian Noel "Jill" Hennessy (Edmonton, Alberta, Canadà, 25 de novembre de 1968), és una actriu de cinema i ex-model canadenca coneguda sobre tot per haver interpretat a Jordan Cavanaugh a la sèrie Crossing Jordan.

## Biografia
És filla de John Hennessy i de Maxine; té un germà menor John Paul "J.P." Hennessy, Jr. i una germana bessona idèntica, Jacqueline Hennessy. El seu pare té orígens italians, francesos, suecs i irlandesos. I la seva mare d'ètnia gitana d'Ucraïna i Àustria. Hennessy va ser criada per la seva àvia Eleanor Hennessy, després que la seva mare els abandonés quan era petita.
Graduada en el Grand River Collegiate de Kitchner, Ontario. Parla italià, anglès, espanyol, francès i alemany.
L'1 d'octubre de 2000 es va casar amb l'actor nord-americà Paolo Mastropietro, el 17 de setembre de 2003 li van donar la benvinguda al seu primer fill, Marco Mastropietro, més tard el 21 de novembre de 2007 va arribar el seu segon fill Gianni Mastropietro.
El 1993 es va unir a l'elenc principal de la sèrie de televisió nord-americana Law & Order on va interpretar a l'assistent del fiscal Claire Kincaid fins al 1996, quan el seu personatge va morir en impactar el seu cotxe amb un altre conduït per un conductor embriac mentre Claire portava al detectiu Lennie Briscoe (Jerry Orbach) a casa seva. El 1996 també va interpretar a Kincaid en un episodi de la sèrie Homicide: Life on the Street.
El 2001 es va unir a l'elenc principal de la sèrie Crossing Jordan on va interpretar a la metge forense Jordan Cavanaugh fins al final de la sèrie el 2007, aquest paper la va fer saltar a la fama; la sèrie va ser emesa pel canal Cuatro i per Cosmopolitan TV a Espanya. Entre el 2004 i el 2006 Hennessy va aparèixer com convidada en la sèrie Las Vegas on va tornar a interpretar a la doctora Cavanaugh.	
El 9 de juny de 2007 Hennessy va rebre una "Star" en el passeig de la fama del Canadà.
El 2013 es va unir a l'elenc principal de la nova sèrie francesa Jo, on interpreta a la germana Karyn, una monja que és amiga i confident del detectiu de la policia Jo Saint-Clair (Jean Reno); la sèrie s'emet a través del canal digital de pagament Fox.

## Filmografia
- Trip nach Tunis (1993) de Peter Goedel.
- Robocop 3 (1993) de Fred Dekker.
- The Paper (1994) de Ron Howard.
- Kiss & tell (1996) de Jordan Alan.
- Jo vaig disparar a l'Andy Warhol (I Shot Andy Warhol) (1996) de Mary Harron.
- Es busca (Most Wanted) (1997) de David Hogan.
- A Smile Like Yours (1997) de Keith Samples.
- Inseparables (Dead Ringers) (1988) de David Cronenberg.
- Komodo (1999) de Michael Lantieri.
- Molly (1999) de John Duigan.
- Chutney Popcorn (1999) de Nisha Ganatra.
- Two Ninas (1999) de Neil Turitz.
- The Florentine (1999) de Nick Stagliano.
- Dead Broke (1999) d'Edward Vilga.
- Tardor a Nova York (Autumn in New York) (2000) de Joan Chen.
- The Acting Class (2000) de Jill Hennessy i Elizabeth Holder.
- El premi de la llibertat (Row Your Boat) (2000) de Sollace Mitchell.
- Crossing Jordan (2001-2007)
- Ferida oberta (Exit Wounds) (2001) de Andrzej Bartkowiak.
- Pipe Dream (2002) de John Walsh.
- Love in the Time of Money ' (2002) de Peter Mattei.
- Roadie (2011) de Michael Cuesta.
- Wild Hogs de Walt Becker.
- Jo (2013-).
- Shots Fired (2017)

## Premis i nominacions
| Any  | Categoria                                                              | Premi                     | Pel·lícula/Sèrie                          | Resultat   |
| ---- | ---------------------------------------------------------------------- | ------------------------- | ----------------------------------------- | ---------- |
| 1995 | Outstanding Performance by an Ensemble in a Drama Series               | Premi Screen Actors Guild | Law & Order                               | Nominada   |
| 1996 | Outstanding Performance by an Ensemble in a Drama Series               | Premi Screen Actors Guild | Law & Order                               | Nominada   |
| 1997 | Outstanding Performance by an Ensemble in a Drama Series               | Premi Screen Actors Guild | Law & Order                               | Nominada   |
| 2001 | Best Performance by an Actress in a Motion Picture Made for Television | Premi Golden Satellite    | Núremberg                                 | Guanyadora |
| 2002 | Best Performance by an Actress in a Supporting Role in a Miniseries    | Premi Golden Satellite    | Jackie, Ethel, Joan: The Women of Camelot | Nominada   |
| 2007 | Outstanding Female Lead in a Drama Series                              | Premi Gracie Allen        | Crossing Jordan                           | Guanyadora |
| 2012 | Best Supporting Actress in a Canadian Film                             | Premi VFCC                | Small Town Murder Songs                   | Nominada   |
| 2013 | Best Performance by an Actress in a Leading Role in a Mini-Series      | Premi Canadian Screen     | Sunshine Sketches of a Little Town        | Nominada   |